# Josef Schmutzer der Jüngere
Josef Schmutzer der Jüngere (* 1749 in Innsbruck; † 10. November 1808 ebenda) war ein österreichischer Barockmaler.

## Leben
Der Sohn Josef Schmutzers des Älteren wirkte als Gehilfe Josef Adam Mölks an der Ausmalung der Kirchen in Weiz am Weizberg, Langegg und Heiligeneich mit. Später schuf er eigenständig und teilweise mit seinem Bruder Michael Fresken, Altarblätter und Stationsbilder sowie Porträts. Seine Werke stehen stilistisch am Übergang vom Barock zum Klassizismus.

## Werke

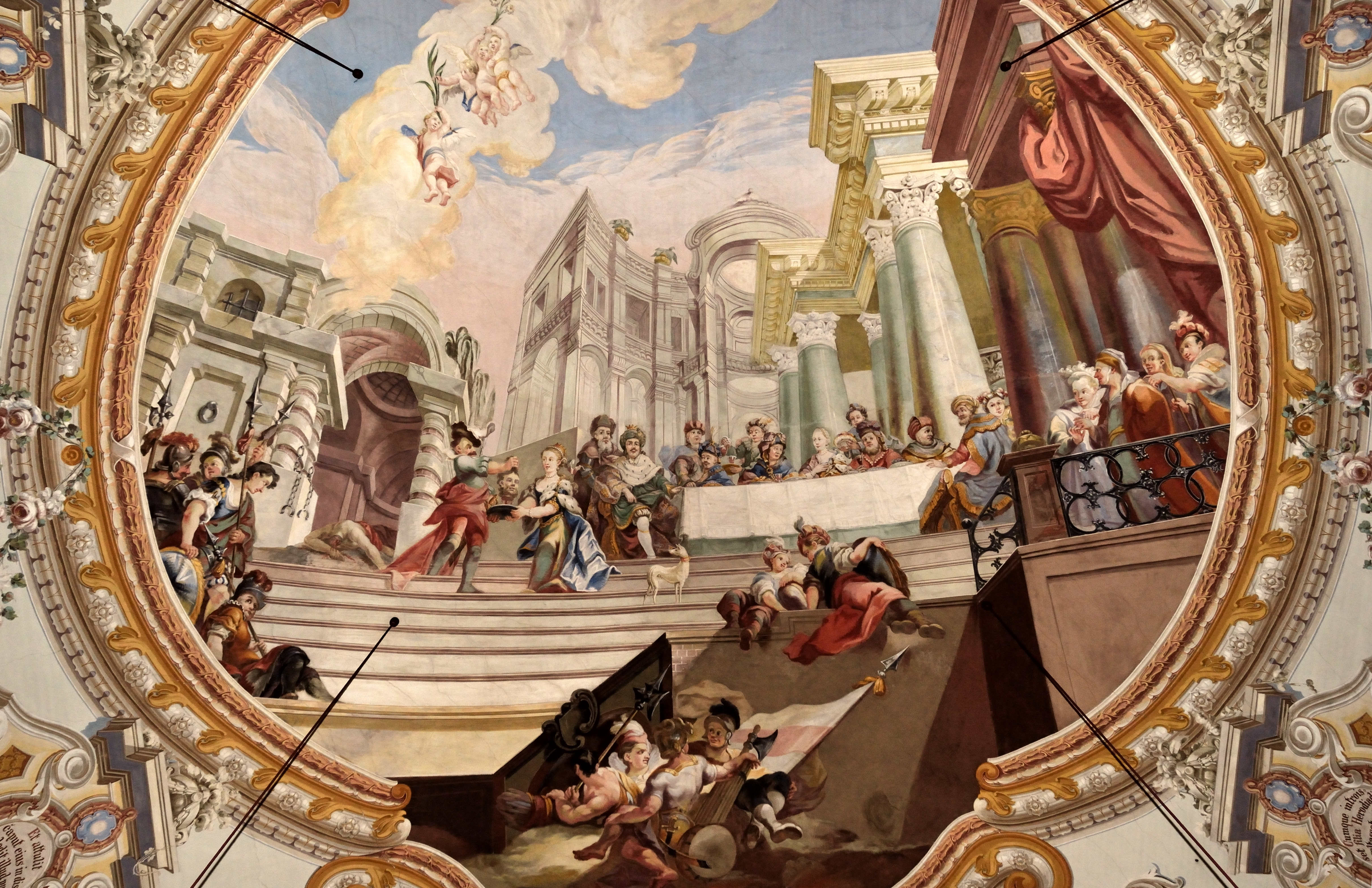
Deckenfresko Überbringung des Hauptes des hl. Johannes an Herodias, Pfarrkirche hl. Johannes der Täufer, Ried im Zillertal

- Deckenmalereien, Kapelle im Bürgerhaus Riedgasse 13, Innsbruck-Hötting, um 1770/1780[2]
- Deckenfresken im Langhaus und am Chorbogen, Pfarrkirche Ried im Zillertal, 1776 (mit Anton Christian Schmutzer)[3]
- Deckenfresken, Pfarrkirche Igls, 1777[4]
- Deckenfresken im Langhaus, Pfarrkirche St. Sigmund im Sellrain, 1779[5]
- Deckenfresken und Stationsbilder, Pfarrkirche St. Jodok am Brenner, 1784[6]
- Deckenfresken, Pfarrkirche Mäder, 1798
- Fresken und Altarbilder, Pfarrkirche Vinaders, 1803 (Fresken 1901 von Rafael Thaler übermalt, 1989 wieder freigelegt)[7]